# Porsche RS Spyder
Porsche RS Spyder (conhecido internamente como 9R6 Type) foi um carro de corrida projetado pela Porsche para competir na categoria de protótipos Le Mans Prototype 2 (LMP2). O RS Spyder marcou o primeiro retorno da montadora alemã aos sport-protótipos, uma vez que a mesma havia abandonado a competição desde o projeto Porsche 911 GT1 em 1998. O veículo foi vencedor das 24 Horas de Le Mans pela classe LMP2 em 2008, com trio de pilotos holandeses Jos Verstappen, Jeroen Bleekemolen e Peter van Merksteijn.

## Design
O RS Spyder foi concebido em uma parceria entre a equipe Penske e a montadora Porsche. O chassi é um monocoque de fibra de carbono rígidos com motor e a transmissão integrados totalmente a parte fisica do chassi. O carro tem um peso liquido de 825 kg, em 2010, mas rebaixado posteriormente para 750 kg.
Desde sua introdução em 2005, o motor, que inicialmente produzidos 478 hp (356 kW) foi desenvolvido e modificado para atender as regulamentações mudando tanto da ALMS quanto na ACO. Para 2008, o motor desenvolvia 503 hp (375 kW) com injeção direta de combustível e 440 hp (330 kW) em 2009 com limitações no restritor de ar.

## Galeria
- Dois Porsche RS Spyder da equipe Penske
- Cockpit de um Porsche RS Spyder.
- Emmanuel Collard pilotando um Porsche RS Spyder pela equipe Team Essex nos 1000km de Spa-Francorchamps.